# 陈克兰
陈克兰，（英文Gloria Cheng），美国华裔女钢琴家，主要演奏现代钢琴作品，2009年2月8日凭借新专辑《萨洛宁、斯塔基与卢托斯拉夫斯基钢琴作品集》获第51屆葛萊美獎最佳器乐独奏奖。